# Square Albert-Tournaire
Le square Albert-Tournaire est un square du 12e arrondissement de Paris, en France.

## Situation et accès
Le square Albert-Tournaire est situé à l'ouest du 12e arrondissement, près de la rive droite de la Seine, au débouché du pont d'Austerlitz. Son plan au sol occupe grossièrement un rectangle d'environ 130 m dans sa longueur, d'est en ouest, et 100 m dans sa largeur, du nord au sud. Au total, il occupe 11 760 m2.

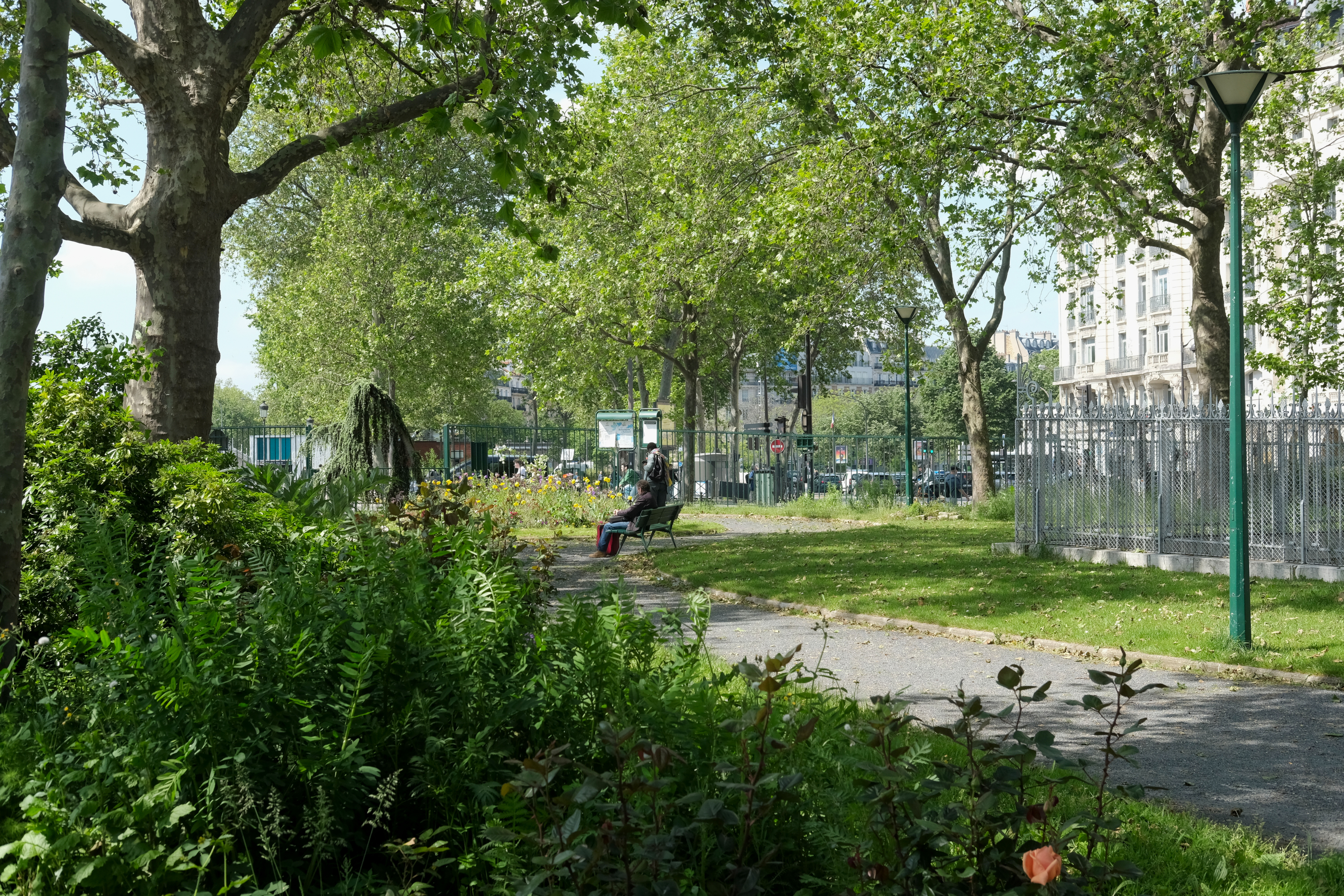
Le square vu vers la place Mazas.
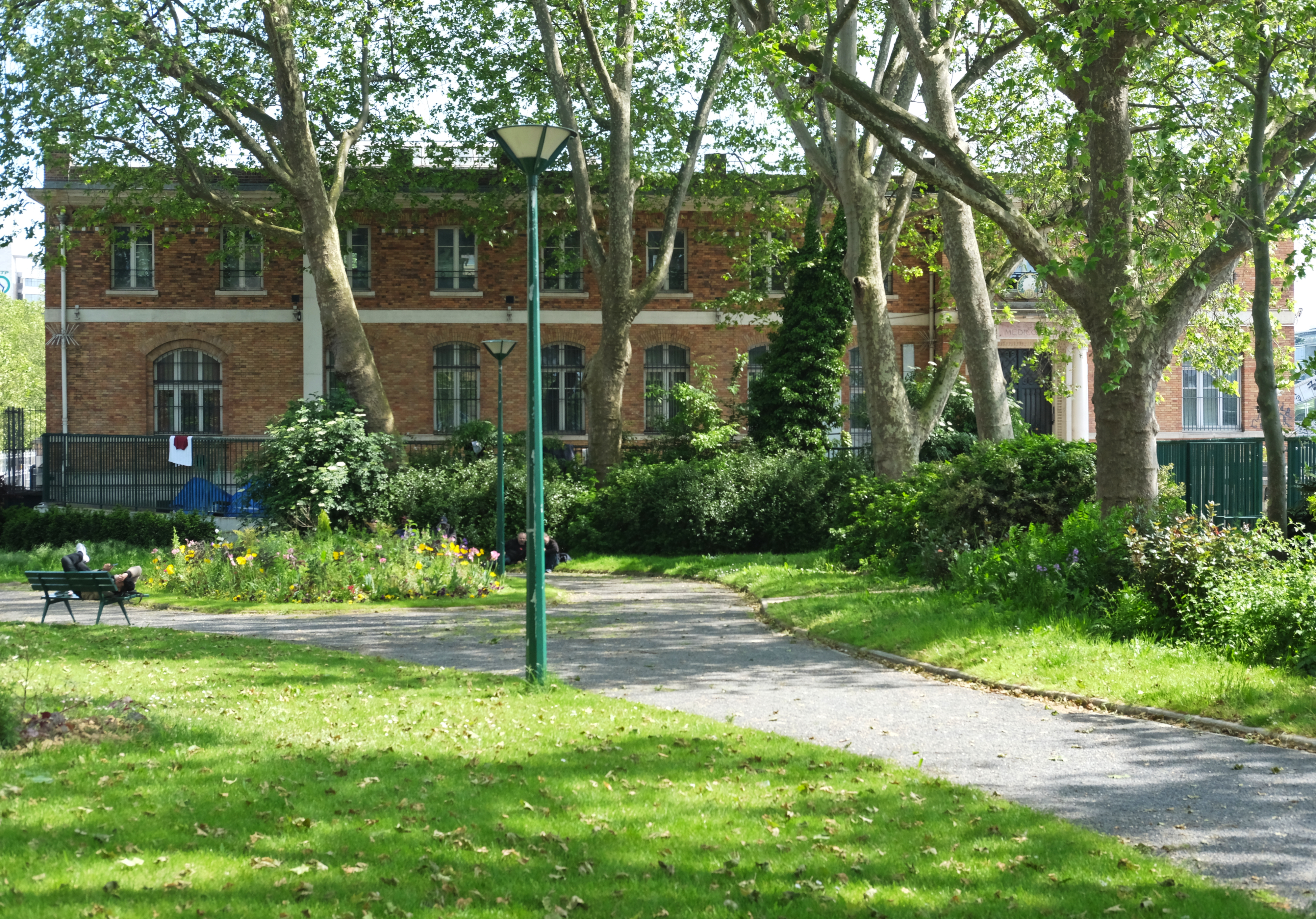
Le square vu en direction de la morgue.

Le square est entouré de voies sur deux de ses côtés : le quai de la Rapée au nord-est et l'accès au pont d'Austerlitz au nord-ouest. Au sud-ouest, la voie Georges-Pompidou est située en contrebas et le sépare de la Seine. Au sud-est, il est limitrophe de l'institut médico-légal.
Tout le côté nord-est du square est occupé par un tranchée contenant les voies de la ligne 5 du métro, juste avant que celle-ci ne s'engage sur la partie hélicoïdale du viaduc du quai de la Rapée avant de rejoindre le viaduc d'Austerlitz.
Le square possède un seul accès : sur son côté nord-ouest au 4, place Mazas.
La station de métro la plus proche est Quai de la Rapée, sur la ligne 5, 120 m au nord-ouest.

## Origine du nom
Son nom honore Albert Tournaire (1862-1958), architecte en chef de l'Exposition coloniale internationale de 1931 et créateur de l'institut médico-légal situé place Mazas, en remplacement de l'ancienne morgue du quai de l'Archevêché.

## Historique
Ombragé de platanes, ce square est ouvert en 1926.